# Касаговы
Касаговы или Косаговы — русский дворянский род, восходящий к концу XVI века.
Род внесён в VI часть родословной книги Владимирской губернии.

## Известные представители
- Косагов Иван Иванович - воевода в Орле (1647-1649), в Саратове (1660-1662)[1].
- Григорий Иванович Касагов (умер в 1701), полковник копейного и рейтарского строя, участвовал в подавлении восстания Стеньки Разина, был думным дворянином. Его сыновья служили стольниками, а из внуков — Иван Иванович Касагов (умер в 1762) был генерал-поручиком и Санкт-Петербургским обер-комендантом.